# Sara Sálamo
Sara Ainhoa Concepción Sálamo (Santa Cruz de Tenerife, 20 de enero de 1992) es una actriz, directora y guionista española que a su vez es considerada activista por los derechos de la mujer y los animales, conocida por su participación en series como B&b, de boca en boca y Brigada Costa del Sol, ambas de Telecinco, o películas como Todos lo saben, del director Asghar Farhadi.

## Biografía
Sara Sálamo nació el 20 de enero de 1992 en Santa Cruz de Tenerife, Islas Canarias. Con 11 años dobló un cortometraje que había dirigido su padre. Este sería el detonante que despertó su pasión por la interpretación, matriculándose de inmediato en clases extraescolares de teatro. Pero no fue hasta que cumplió 18, cuando decidió mudarse a Madrid para comenzar su carrera como actriz.

Su primera oportunidad llega en 2012 con la conocida serie andaluza Arrayán, donde interpretó a Esther durante los 68 capítulos en los que participó. También ese año interpretó a la reina Violante de Aragón en la serie histórica de Antena 3 Toledo. En noviembre de 2012 hizo un cameo en la serie de Telecinco Aída. Además participó en el episodio 18 de la quinta temporada de la serie Águila Roja y en un episodio de la tercera temporada de la serie Con el culo al aire de Antena 3.

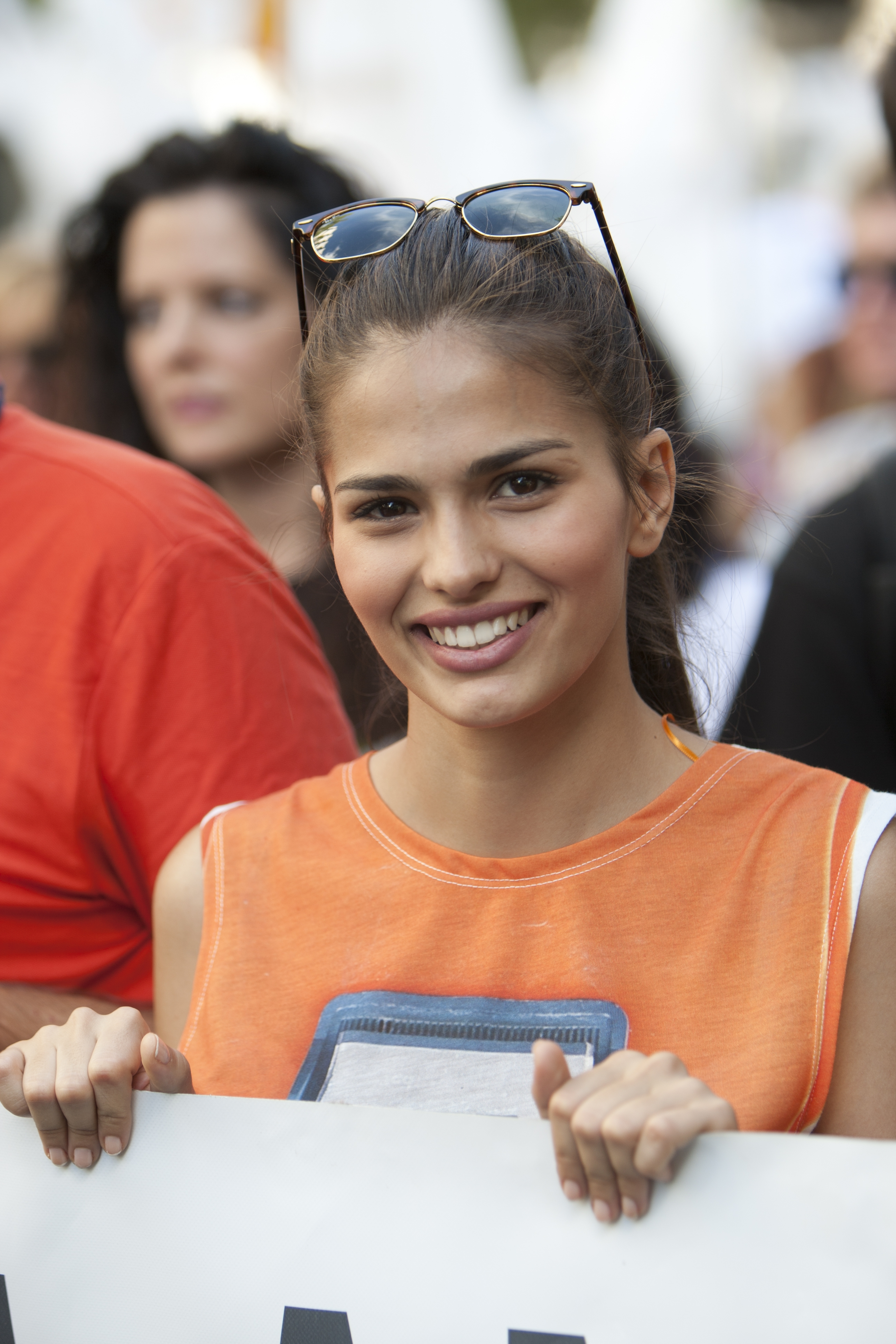
Sara Sálamo en 2014

En 2013 hizo su debut cinematográfico en la película Tres 60, que se estrenó el 26 de julio, interpretando a Daniela. La actriz debutó junto a los actores Raúl Mérida y Adam Jezierski, entre otros. Poco después, también participó en la película Reverso interpretando a una camarera.
En 2014 rodó la película The Glorious Seven del director Harald Holzenleiter, en la que interpretó a Leonora. A su vez, dio vida durante dos años al personaje de Cayetana Bornay, para la serie de Telecinco, B&b, de boca en boca junto a actores como Belén Rueda, Gonzalo de Castro y Fran Perea, entre otros.
Un año más tarde, debutó en teatro con la comedia británica Lo que vio el mayordomo, de Joe Orton, en el teatro madrileño Infanta Isabel, mientras trabajaba en la primera temporada de la serie Olmos y Robles de Televisión española interpretando a la Doctora Aguilar.
En 2017 estuvo varios meses en Argentina rodando Las grietas de Jara, de Nicolás Gil Lavedra, basada en la novela homónima de Claudia Piñeiro. En junio de 2017 se estrenó en cines Como la espuma, una película dirigida por Roberto Pérez Toledo, en la que comparte reparto con actores como Diego Martínez, Daniel Muriel y Adrián Expósito. También ese año rodó en Navarra la película de Iván Fernández de Córdoba, #Seguidores, el segundo largometraje del joven cineasta.
En 2018, la intérprete canaria rodó la película Todos lo saben, del director iraní Asghar Farhadi, junto a Penélope Cruz, Javier Bardem, Ricardo Darín e Inma Cuesta. Dicha película fue seleccionada para participar en el Festival de Cannes de ese año. También ese año rodó Perdida, del director Alejandro Montiel.
En 2019 estrena la serie Brigada Costa del Sol, en la que comparte reparto con Hugo Silva y Jesús Castro. En 2020, coincidiendo con la pandemia provocada por el COVID-19 y el confinamiento, estrenó en Amazon Prime Video la serie Relatos con-fin-a-dos, protagonizando un episodio con su marido, Isco Alarcón. En 2021 protagonizó la película hispano-uruguaya El año de la furia de Rafa Russo y participó en el largometraje de Santiago Segura ¡A todo tren! Destino Asturias.
En 2023 protagonizó el largometraje El favor dirigida por Juana Macías, junto a Inma Cuesta y Diego Martín. Mientras rueda sus dos primeros cortometrajes como directora y guionista La Manzana y Yaya. También en ese año se estrenó el cortometraje de Pedro Almodóvar Extraña forma de vida, un western protagonizado por Ethan Hawke y Pedro Pascal. Para 2024 estrenó la película Al otro barrio, una comedia de Mar Olid que protagoniza junto a Quim Gutiérrez y María de Nati.

## Filmografía

### Televisión
| Año       | Título                             | Personaje                       | Notas                                         |
| --------- | ---------------------------------- | ------------------------------- | --------------------------------------------- |
| 2012      | Toledo, cruce de destinos          | Violante de Aragón              | Episodio: «Tormenta de ideas»                 |
| 2012      | Arrayán                            | Esther Machado López            | 69 episodios                                  |
| 2013      | Aída                               | Chica del Telecupón             | Episodio: «Cuando Macu encontró a Machu»      |
| 2013      | Águila Roja                        | Amante del Rey                  | Episodio: «El Duque de Alba llega a la villa» |
| 2014      | Con el culo al aire                | Bibliotecaria sustituta         | Episodio: «La bibliotecaria de la discordia»  |
| 2014–2015 | B&b, de boca en boca               | Cayetana «Caye» Bornay Miralles | Elenco principal; 29 episodios                |
| 2015      | Olmos y Robles                     | Doctora Aguilar                 | 4 episodios                                   |
| 2016      | El Caso: Crónica de sucesos        | Remedios «La Reme»              | 3 episodios                                   |
| 2017      | La que se avecina                  | Olivia «Oli»                    | Episodio: «Un sugarbaby y un diógenes exprés» |
| 2018      | BByC: Bodas, bautizos y comuniones | Clara Maqueda                   | Película de televisión                        |
| 2019      | Brigada Costa del Sol              | Yolanda Morales «La Buhíta»     | Elenco principal; 13 episodios                |
| 2020      | Relatos confinados                 | Sandra                          | Episodio: «Self Tape»                         |
| 2022      | Historias para no dormir           | Ana                             | Episodio: «El trasplante»                     |

### Cine
| Año  | Título                         | Personaje      | Notas        |
| ---- | ------------------------------ | -------------- | ------------ |
| 2013 | Tres 60                        | Daniela        |              |
| 2015 | Reverso                        | Camarera       |              |
| 2016 | Wild Oats                      | Azafata        |              |
| 2017 | Como la espuma                 | Elisa          |              |
| 2017 | Seguidores                     | Sara           |              |
| 2018 | Las grietas de Jara            | Leonor         |              |
| 2018 | Todos lo saben                 | Rocío          |              |
| 2018 | Perdida                        | Doctora Marini |              |
| 2019 | The Glorious Seven             | Leonora        |              |
| 2021 | ¡A todo tren! Destino Asturias | Chica Hippie   |              |
| 2021 | El año de la furia             | Jenny          |              |
| 2021 | El refugio                     | Álex           |              |
| 2023 | El favor                       | Aura Gallardo  |              |
| 2023 | Extraña forma de vida          | Conchita       | Cortometraje |
| 2024 | Al otro barrio                 | Sara Fernández |              |

### Teatro
| Año       | Título                  | Autor                |
| --------- | ----------------------- | -------------------- |
| 2014–2015 | Lo que vio el mayordomo | Joe Orton            |
| 2016      | El arte de mentir       | Bertus Compañó       |
| 2017      | Felicidad a Domicilio   | Francisco Concepción |

## Obras
- Sálamo, Sara (2020). El ocaso del mono que arañaba la pared. Ediciones Martínez Roca. p. 240. ISBN 978-84-270-4702-0.[18][19]

## Vida privada
Entre 2012 y 2017 mantuvo una relación con el también actor Raúl Mérida.
En octubre de 2017 se confirmó su relación sentimental con el futbolista malagueño del Real Betis Isco Alarcón. El 28 de diciembre de 2018 anunció su primer embarazo, fruto de la relación con el jugador, y reveló que sufría endometriosis, enfermedad por la cual quería ser madre joven. La actriz dio a luz al primer hijo de la pareja, Theo, el 11 de julio de 2019. En julio de 2020, anunció que estaba esperando su segundo hijo en común con el futbolista, dio a luz el 30 de diciembre de 2020, llamado Piero.
En junio de 2024, Sara e Isco contrajeron matrimonio.
Desde pequeña es aficionada del Atlético de Madrid.